# Bohars
Bohars é uma comuna francesa na região administrativa da Bretanha, no departamento Finisterra. Estende-se por uma área de 7,26 km². Em 2010 a comuna tinha 3 601 habitantes (densidade: 496 hab./km²).